# Campeonato Goiano de Futebol de 1979
O Campeonato Goiano de Futebol de 1979 foi a 36º edição da divisão principal do campeonato estadual de Goiás. O campeão foi o Vila Nova que conquistou seu 8º título na história da competição. O Atlético Goianiense foi o vice-campeão.

## Participantes
| Equipe    | Cidade    | Em 1978 | Participação | Títulos               |
| --------- | --------- | ------- | ------------ | --------------------- |
| Anápolis  | Anápolis  | 7º      | -            | 1 (1965)              |
| Anapolina | Anápolis  | 4º      | -            | 0 (não possui)</small |
| Atlético  | Goiânia   | 3º      | 36ª          | 7 ( último em 1970)   |
| Goiânia   | Goiânia   | 5º      | 36ª          | 14 (último em 74)     |
| Goiás     | Goiânia   | 2º      | 36ª          | 5 (Último em 1976)    |
| Goiatuba  | Goiatuba  | 9º      | -            | 0 (não possui)        |
| Itumbiara | Itumbiara | 6º      | -            | 0 (não possui)        |
| Jataiense | Jataí     | 10º     | -            | 0 (não possui)        |
| Mineiros  | Mineiros  | 11º     | -            | 0 (não possui)        |
| Vila Nova | Goiânia   | 1º      | -            | 7 (último em 1978)    |

## Premiação
| Campeonato Goiano de 1979     |
| Goiânia                       |
| ----------------------------- |
| Vila Nova Campeão (8º título) |